# كينسوكي كويكي
كينسوكي كويكي (باليابانية: 小池健輔) هو فنان معاصر ‏ ياباني، ولد في 28 يونيو 1980 في ناغويا في اليابان.